# Ylli Sallahi
Ylli Sallahi (* 6. duben 1994, Skenderaj, Srbsko a Černá Hora) je rakouský fotbalový obránce momentálně působící v německém klubu Karlsruher SC. Hraje na postu levého obránce.

## Klubová kariéra
Ylli Sallahi se narodil v Skenderaji v kosovsko-albánské rodině. Když mu bylo 8 měsíců, rodiče se s ním odstěhovali do Rakouska. Zde hrál za místní klub Kapfenberger SV.
V roce 2011 podepsal smlouvu s Bayernem Mnichov. V A-týmu FC Bayern Mnichov debutoval 5. dubna 2014 proti FC Augsburg (výhra 1:0). Díky tomuto startu na konci sezony 2013/14 německé Bundesligy se mohl radovat ze zisku titulu.
V prosinci 2014 podepsal kontrakt s klubem Karlsruher SC, který nabyl platnoti od 1. ledna 2015 a měl platnost do června 2018.